# Nucleo di Clarke
Il nucleo di Clarke è un nucleo della sostanza grigia del midollo spinale posto nella lamina VII in corrispondenza dei neuromeri C8/T1-L3. Nel nucleo sono posti neuroni di secondo ordine della sensibilità tattile e propriocettiva  incosciente i cui assoni, altamente mielinizzati, costituiscono ascendendo il fascio spinocerebellare posteriore/dorsale di Flechsig.